# 常総関本駅
常総関本駅（じょうそうせきもとえき）は、かつて茨城県真壁郡関城町（廃止時。現・筑西市）にあった常総筑波鉄道鬼怒川線の貨物駅（廃駅）である。開業当初は旅客駅であった。

## 年表
- 1927年（昭和2年）11月1日：常総鉄道鬼怒川線 大田郷 - 三所間に新設。
- 1945年（昭和20年）3月20日：常総筑波鉄道鬼怒川線の駅となる[1]。
- 1957年（昭和32年）8月1日：当駅 - 三所間の路線と、大田郷 - 当駅間の旅客営業を廃止[1]。鬼怒川線の終端駅となる。
- 1964年（昭和39年）1月16日：鬼怒川線全線廃止に伴い廃駅[1]。

## 隣の駅
常総筑波鉄道
鬼怒川線
大田郷駅 - （貨）常総関本駅（ - 三所駅）